# هنري إتش غودارد
هنري إتش غودارد (بالإنجليزية: Henry H. Goddard)‏ هو عالم نفس أمريكي، ولد في 14 أغسطس 1866، وتوفي في 18 يونيو 1957.